# افرو سامورایی
افرو سامورایی (アフロサムライ Afuro Samurai, به سبک خاص ΛFΓO SΛMUΓΛI) یک مجموعه مانگای دوجینشی ژاپنی که توسط تاکاشی اوکازاکی نوشته و مصورسازی شده است. مانگای افرو سامورایی برای اولین بار از سپتامبر ۱۹۹۹ تا اکتبر سال ۲۰۰۰ در مجله نونو هائو به تعداد ۱۰ قسمت در ۱ جلد منتشر گردید. داستان افرو سامورایی دربارهٔ یک سامورایی افرو است که در دوران کودکی شاهد کشته شدن پدرش در مبارزه‌ای برابر یک مجرم فراری به نام جاستیس بود. او پس از فراگیری هنر شمشیرزنی به دنبال انتقام مرگ پدرش و کشتن جاستیس پرداخت.
از روی نسخه مانگا یک مجموعه تلویزیونی انیمه ۵ قسمتی نیز توسط استودیوی گونزو تهیه شده است که از ۴ ژوئیه تا ۱ فوریه ۲۰۰۷ از شبکه فوجی تلویژن پخش گردیده است، همراه با یک فیلم تلویزیونی دنباله تحت عنوان افرو سامورایی: رستاخیز در سال ۲۰۰۹، که هر دو با بازی ساموئل ال. جکسون در نقش شخصیت اصلی ساخته شدند. پس از موفقیت مجموعه انیمه یک بازی ویدئویی به همین نام نیز تولید و در سال ۲۰۰۹ برای کنسول‌های پلی‌استیشن ۳ و ایکس‌باکس ۳۶۰ منتشر شد. دنباله‌ای با عنوان افرو سامورایی ۲: انتقام کوما، در ۲۲ سپتامبر ۲۰۱۵ برای پلی‌استیشن ۴ و مایکروسافت ویندوز عرضه شد.